# Sydney Aistrup
Sydney Roy Aistrup (7 tháng 5 năm 1909 – 1996) là một cầu thủ bóng đá thi đấu ở Football League cho Halifax Town. Ông sinh ra ở Sheffield, Anh.